# Arrifana (Guarda)
Arrifana é uma povoação portuguesa sede da Freguesia de Arrifana do Município da Guarda, freguesia com 15,82 km² de área e 555 habitantes (censo de 2021), tendo, por isso, uma densidade populacional de 35,1 hab./km².

## Geografia
Arrifana situa-se a 3 km do limite da cidade da Guarda. Tem acesso a 2 autoestradas, a A23 e a A25, ou seja, é o local onde as duas se intersetam.
A esta freguesia pertencem os lugares de:
- Arrifana
- Casas da Ribeira
- João Bragal de Cima
- João Bravo

Nesta freguesia realiza-se bianualmente o evento cultural de Viagem às Raízes.

## Demografia
A população registada nos censos foi:
| Distribuição da População por Grupos Etários | Distribuição da População por Grupos Etários | Distribuição da População por Grupos Etários | Distribuição da População por Grupos Etários | Distribuição da População por Grupos Etários |
| -------------------------------------------- | -------------------------------------------- | -------------------------------------------- | -------------------------------------------- | -------------------------------------------- |
| Ano                                          | 0-14 Anos                                    | 15-24 Anos                                   | 25-64 Anos                                   | > 65 Anos                                    |
| 2001                                         | 188                                          | 116                                          | 307                                          | 124                                          |
| 2011                                         | 114                                          | 68                                           | 350                                          | 129                                          |
| 2021                                         | 62                                           | 76                                           | 262                                          | 155                                          |

## Património
- Igreja Paroquial de Arrifana
- Capela da Senhora da Guia
- Capela de São Brás
- Capela de Santo Amaro
- Capela de São Miguel

## Cultura
- Casa-Museu José Antunes Pissarra